# Journal of Thoracic Disease
Il Journal of Thoracic Disease è una rivista medica ad accesso aperto e sottoposta a revisione paritaria, che si occupa di pneumologia. È stata fondata nel dicembre 2009 ed è pubblicata mensilmente dalla AME Publishing Company. È la rivista ufficiale dello State Key Laboratory of Respiratory Disease, del Guangzhou Institute of Respiratory Disease, del First Affiliated Hospital della Guangzhou Medical University e della Society for Thoracic Disease. Il caporedattore è Zhong Nanshan (Istituto di Malattie Respiratorie di Guangzhou).
Secondo il Journal Citation Reports, nel 2016 la rivista ha ricevuto un fattore di impatto pari a 2,365. Secondo Web of Science, nel 2024 il fattore di impatto è stato pari a 2,1 e la rivista si è posizionata nel terzo quartile della categoria "Sistema respiratorio".
Con un indice H pari a 58, al 2025 si colloca al 12º posto fra 20 titoli presenti nella categoria "Pneumologia" di Google Scholar.

## Articoli notevoli
- (EN) Federico Raveglia, Marialuisa Lugaresi e Jozsef Furak, Thoracic autonomic nervous system surgery current application—a survey among members of the European Society of Thoracic Surgeons, in Journal of Thoracic Disease, vol. 17, n. 2, 28 febbraio 2025, DOI:10.21037/jtd-24-1167. URL consultato il 18 marzo 2025. (prima survey sull'iperidrosi[3])